# 巴尔杜·沙拉布

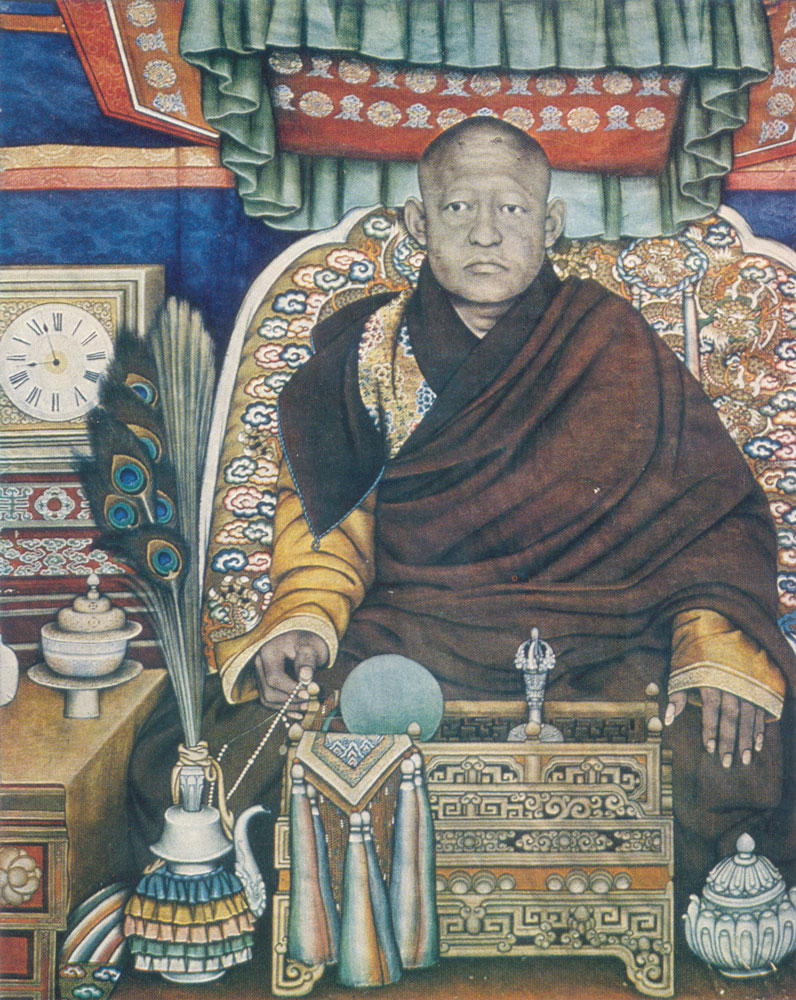
博克多格根肖像

巴尔杜·沙拉布（1869年—1939年），蒙古画家。出生于戈壁阿尔泰省达拉蒙所，20岁时移居乌兰巴托。1910年代画了大量佛教肖像画。外蒙古革命后，他成为蒙古人民革命党的堅定支持者。20年代初所作《马奶节》、《蒙古的一天》等画产生了很大影响，为蒙古油画开辟了道路。